# 147
147 рік — невисокосний рік, що почався в неділю за григоріанським календарем. 
Римська імперія •  Парфянське царство •  Кушанське царство •  Східна Хань •  Сармати

## Геополітична ситуація
У Римській імперії править імператор Антонін Пій (до 161). Імперія  займає Апеннінський, Піренейський та Балканський півострови, Галлію, частину Британії, Близький Схід, Північну Африку включно з Єгиптом. 
Наймогутніша держава центральної Азії — Парфянське царство. Наймогутніша держава Індостану — Кушанське царство. Династія Хань править у Китаї.  Корейський півострів ділять між собою Три корейські держави. 
Триває докласичний період цивілізації мая.
На території майбутньої України, в степах Причорномор'я, кочують сармати, північніше — племена Черняхівської культури.

## Події
- Консулами у Римі були Гай Прастіна Мессалін та Луцій Анній Ларг.
- У Римі відсвяткували 900-річчя заснування.
- Померли правителі Парфії Вологез II та Мітрідат IV. Їхнім спадкоємцем став Вологез III, який об'єднав країну.
- Шаньюєм південних хунну став Цзюйцзюйр  (до 172).

## Народились
- 30 листопада — Аннія Аврелія Галерія Фаустіна, дочка Марка Аврелія та Фаустіни Молодшої.

## Померли
- Гай Аппулей Діокл (за іншими даними — 146) — давньоримський колісничий.
- Сюй Шень — китайський філолог, мовознавець епохи правління династії Хань.
- Доулоучу — шаньюй південних хунну з 143 року.